# Jan Siewert
Jan Siewert (Mayen, 23 agosto 1982) è un allenatore di calcio ed ex calciatore tedesco, di ruolo centrocampista, tecnico del Greuther Fürth.